# Óptica atmosférica

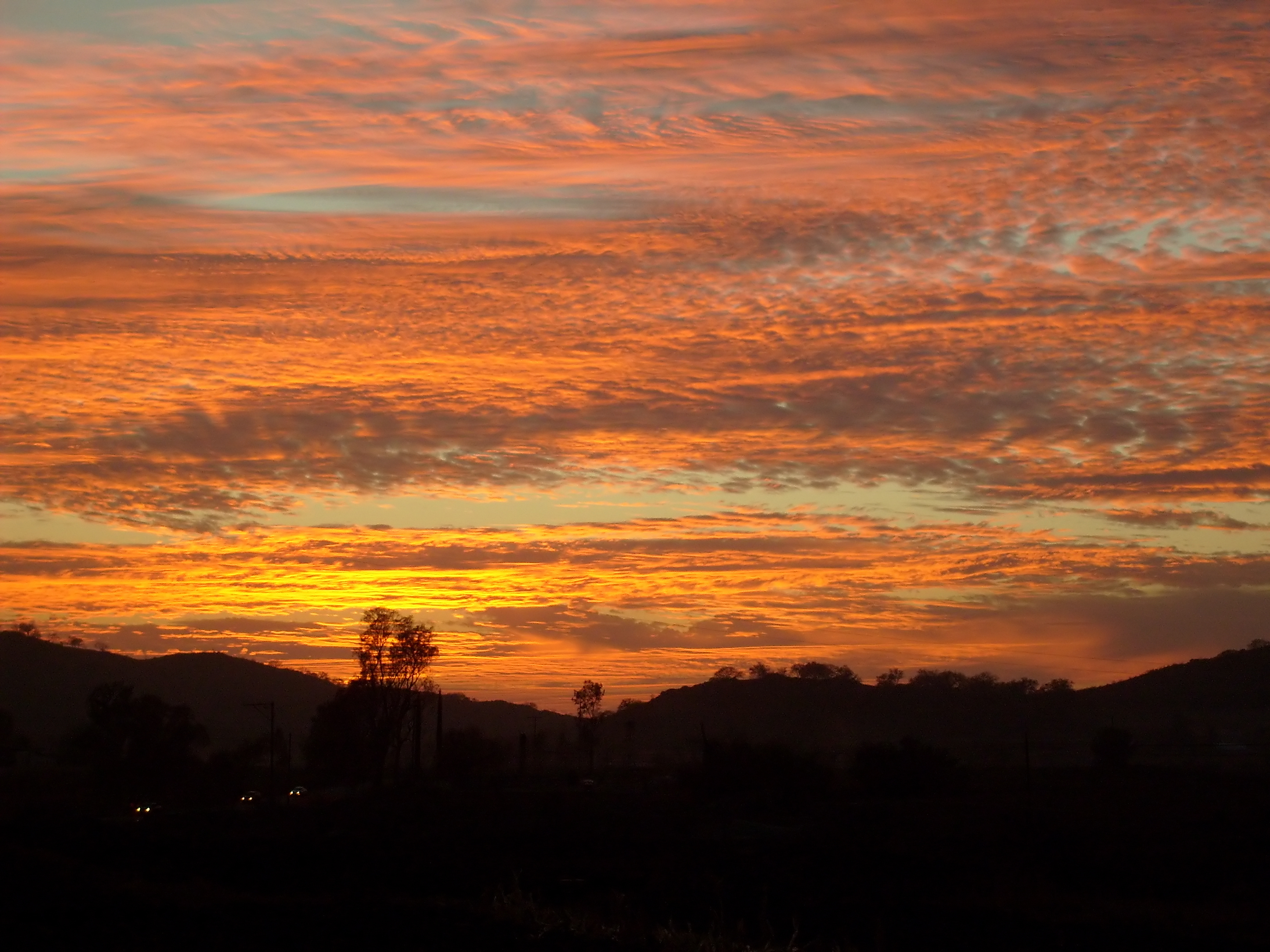
Un cielo coloreado es a menudo debido a la dispersión de luz a través de partículas en suspensión y contaminación, como esta imagen captada en un atardecer durante los incendios forestales en California de octubre de 2007.

La óptica atmosférica es una disciplina que intenta explicar cómo las propiedades ópticas distintivas de la atmósfera terrestre causan una amplia gama de fenómenos ópticos. 
El color café del cielo es un resultado directo de la dispersión de Rayleigh, que redirige la luz solar de una frecuencia más alta (azul) hacia el punto de observación. Como la luz azul es dispersada más fácilmente que la luz roja, el sol se ve de un tinte rojizo cuando es observado a través de una atmósfera de mayor espesor, como durante el amanecer o el ocaso. Otros materiales particulados en suspensión en el cielo puede dispersar diferentes colores en diferentes ángulos, creando resplandecientes cielos coloridos al atardecer y al amanecer.
La dispersión de los cristales de hielo y de otras partículas en la atmósfera son responsables por fenómenos tales como los halos, arreboladas, coronas, rayos crepusculares, y parhelios. La variación de estos tipos de fenómenos se debe a diferentes tamaños y geometrías de las partículas presentes en la atmósfera. Por su parte, los arcos iris son el resultado de una combinación de reflexión y refracción dispersiva de la luz en las gotas de agua. Ya que los arcos iris se observan entre el observador y el sol, son más prominentes mientras más cercano esté el sol al horizonte.
Los fenómenos ópticos en donde los rayos de luz se tuercen debido a variaciones térmicas en el índice de refracción del aire son llamados espejismos, los que producen imágenes fuertemente distorsionadas o desplazadas de objetos distantes. Otros fenómenos ópticos asociados con la temperatura atmosférica incluyen al efecto Nueva Zembla y las Fata Morganas.

## Tamaños aparentes del sol y la luna

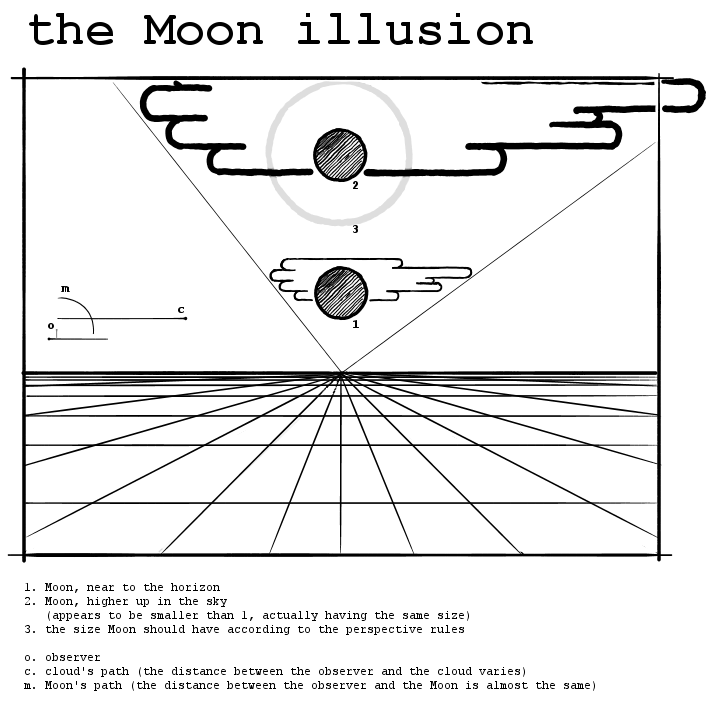
Comparación entre los tamaños relativos de la Luna y una nube a medida que se mueven más alto en el cielo.

En su Tratado sobre Óptica (del siglo XI), Alhacén argumentó que la visión ocurre en el cerebro, y que las experiencias personales tenían un efecto sobre lo que las personas veían y en cómo veían, y que, por lo tanto, la percepción visual era subjetiva. Contrario a la teoría de la refracción del sabio Ptolomeo, la cual afirmaba que las personas percibían el sol y la luna más grandes en el horizonte que cuando se encontraban a mayor altitud, Alhacén redefinió el problema en términos del agrandamiento percibido, más que real, de los astros. Decía que, juzgar la distancia de un objeto dependía de la existencia de una secuencia ininterrumpida de los cuerpos intermedios entre el objeto y el observador. Con la Luna, sin embargo, no existen objetos intermedios. Por lo tanto, ya que el tamaño de un objeto depende de su distancia observada, que es, en este caso, inexacta, la Luna parece más grande en el horizonte.
A través de obras de Roger Bacon, John Pecham y Witelo basadas en la explicación de Alhacén, la ilusión lunar poco a poco llegó a ser aceptada como un fenómeno psicológico, rechazándose la teoría de Ptolomeo en el siglo XVII.
Por más de 100 años, las investigaciones sobre la ilusión lunar fueron llevadas a cabo por científicos de la visión que invariablemente fueron psicólogos especialistas en percepción humana. Tras revisar todas las diferentes explicaciones en su libro The Mystery of the Moon Illusion ("El misterio de la ilusión lunar"), Ross y Plug concluyeron que "Ninguna teoría por sí sola ha resultado victoriosa".

## Formas de percepción de la luz

### Coloración del cielo

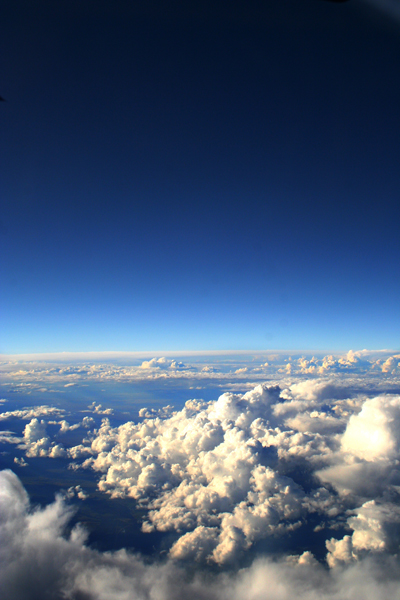
Cuando se ve desde una altitud mayor, como aquí, desde un avión, el color del cielo varía de tonos pálidos a más oscuros el color del cielo varía de claro a oscuro en elevaciones acercándose al cenit.

La luz del cielo es producto de la radiación difusa de los rayos solares, que resulta en un color azulado percibido por el ojo humano. En los días soleados, la dispersión de Rayleigh da al cielo un degradé azul — oscuro en el cenit y claro cerca al horizonte. La luz que entra desde arriba se encuentra con una 38a parte de la masa de aire que la luz que se encuentra en un camino horizontal. Por lo tanto, unas pocas partículas dispersan los rayos del sol cenital, y por consiguiente la luz se mantiene de un azul más oscuro. Lo azul está en el horizonte debido a que la luz azul que viene desde grandes distancias también está preferencialmente dispersada. Esto se traduce en un corrimiento al rojo de las fuentes lumínicas hasta que son compensadas con el tono azul de la luz dispersada en la línea de visión. En otras palabras, también la luz roja se dispersa; si lo hace en un punto a gran distancia del observador, tiene una probabilidad mucho mayor de llegar al observador que la luz azul. En distancias que se acercan al infinito, la luz dispersada es, por lo tanto, blanca. A lo lejos, las nubes o montañas nevadas se verán de color amarillo por esa razón; este efecto no es evidente en días despejados, pero es muy pronunciado cuando las nubes cubren la línea de visión reduciendo el tono azul de la luz solar dispersada.
La dispersión causada por partículas muy pequeñas (del tamaño de una molécula) es casi aleatoria. La dispersión en un ángulo de 90 grados es, todavía la mitad de la dispersión que se refleja o se va hacia adelante. Esto hace que el cielo azul esté casi siempre coloreado y que las nubes delgadas para formar un área blanca alrededor del sol, ya que las partículas grandes que componen las nubes se dispersen preferentemente solo en ángulos bajos. El polvo del Sahara se mueve alrededor de la periferia sur de la cresta subtropical y se desplaza por el sureste de Estados Unidos durante el verano, lo que cambia el cielo de un aspecto azul a uno blanco y causa un aumento de puestas de sol de color rojo. Su presencia repercute negativamente en la calidad del aire durante el verano, ya que le añade material particulado en suspensión.
El cielo puede tornarse de una multitud de colores tales como rojo, anaranjado, morado y amarillo (especialmente cerca del atardecer o al amanecer) y negro en la noche. Los efectos de la dispersión también en parte polarizan la luz del cielo, más pronunciada en un ángulo de 90° del sol. Los modelos de distribución de la luminancia del cielo han sido recomendados por la Comisión Internacional de la Iluminación (CIE) para el diseño de sistemas de iluminación natural.

### Irisación de las nubes

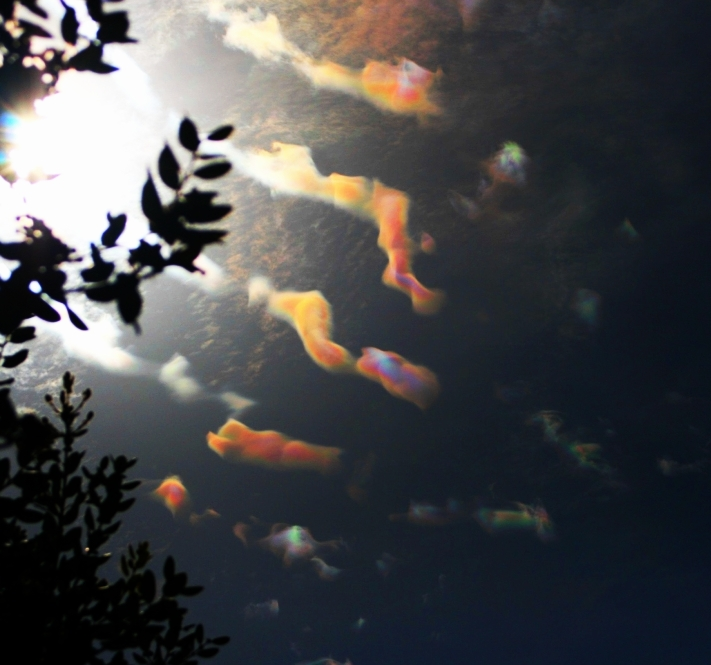
Iridiscencia en altocúmulos y cirrocúmulos.

El color de una nube visible desde la Tierra, permite explicar bastante sobre lo que está ocurriendo al interior de la nube. Las densas y profundas nubes de la troposfera exhiben una alta reflectividad (del orden del 70% al 95%) a lo largo de todo el espectro visible. Las diminutas partículas de agua están agrupadas densamente, por lo que la luz del sol no puede penetrar profundamente en la nube antes de que sea reflejada hacia fuera, dándole su color blanco característico, sobre todo cuando se observa desde la parte superior. Las gotas de agua de las nubes tienden a dispersar la luz con eficiencia, de modo que la intensidad de la radiación solar disminuye en los gases profundamente. Como resultado, la base de las nubes puede variar de un color gris muy oscuro a uno muy claro, dependiendo del grosor de la nube y de la cantidad de luz reflejada o transmitida al observador. Las nubes delgadas pueden tener un aspecto blanco o adquirir el color de su entorno o de su fondo. Las nubes altas, troposféricas o no, pueden aparecer mayormente blancas si se componen en su totalidad por cristales de hielo y/o gotas de agua muy helada.

A medida que madura la nube troposférica, las densas gotas de agua se pueden combinar entre sí para producir gotas más grandes, que a su vez pueden formar gotas lo suficientemente grandes como para precipitar en forma de lluvia. En este proceso acumulativo, el espacio entre las gotas se va haciendo cada vez mayor, permitiendo que la luz penetre más a través de la nube. Si la nube es lo suficientemente grande y las gotas en su interior están separadas por una distancia adecuada, es posible que un porcentaje de la luz que ingresa a la nube no se refleje de vuelta antes de ser absorbida. Un ejemplo de esto se puede notar al tratar de ver no más que una densa niebla cuando se suscitan lluvias fuertes. Este proceso de reflexión/absorción es lo que produce que la nube tenga una gama de colores que abarca varias tonalidades de blanco a negro.

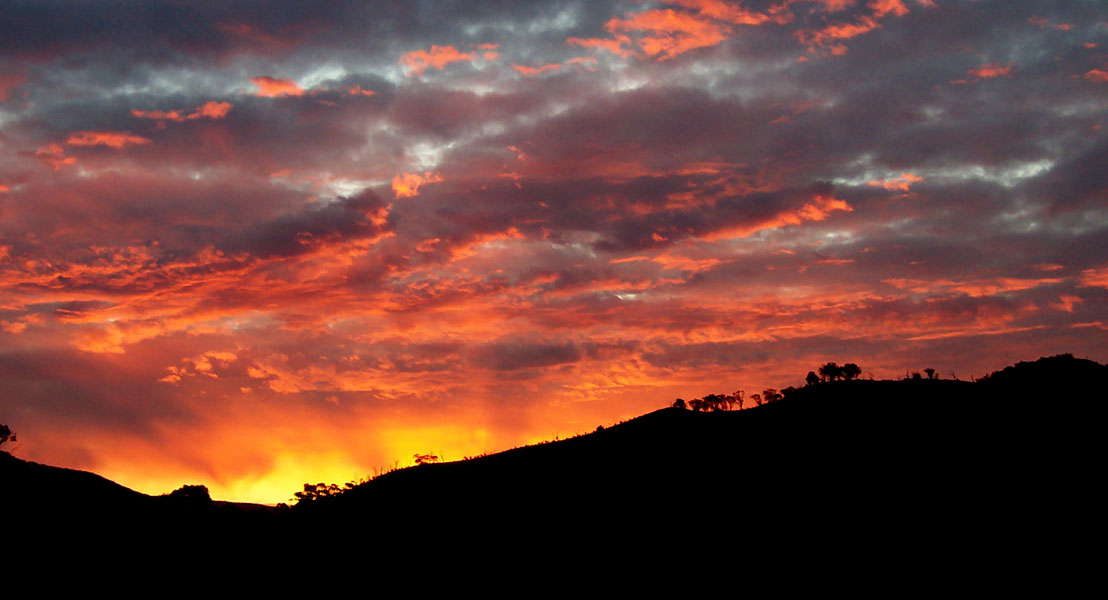
Puesta de sol reflejando estratocúmulos en tonos anaranjados, rosados y grises.

Otros colores pueden ocurrir naturalmente en las nubes. Los tonos gris-azulados son resultado de la dispersión lumínica dentro de la nube. En el espectro visible, el azul y el verde están en el extremo corto de las longitudes de onda visibles de la luz, mientras que el rojo y el amarillo se encuentran en el extremo largo.  Los rayos cortos son más fácilmente dispersados por las gotas de agua, y los rayos largos más proclives a ser absorbidos. Un color azulado evidencia que tal dispersión está siendo producida por gotas del tamaño adecuado para producir lluvia al interior de la nube. Un tinte más verdino de una nube se produce cuando la luz solar es dispersada por cristales de hielo. Un cumulonimbus de color verde es señal de severas tormentas eléctricas, capaces de producir fuertes lluvias, granizos, fuertes vientos y posibles tornados. 

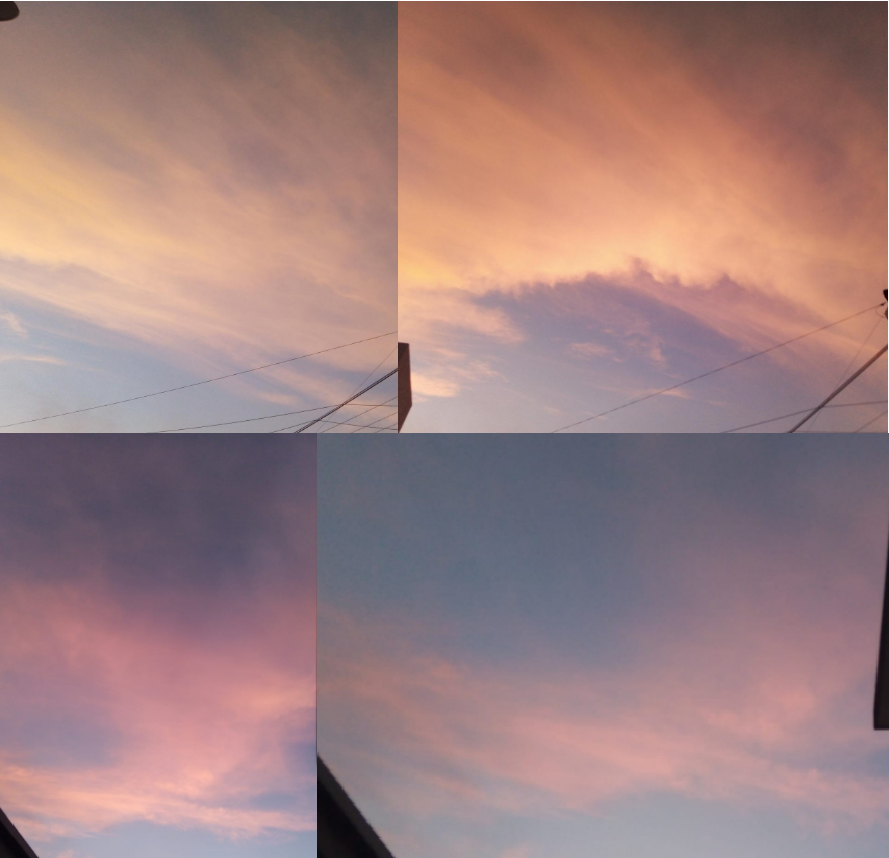
Fotos tomadas en un lapso de 5 minutos en un atardecer en el Noreste de México durante la temporada de incendios forestales de México en 2021.

Las nubes amarillentas pueden ocurrir desde finales de primavera a inicios de otoño durante la temporada de incendios forestales. El color amarillo se debe a la presencia de contaminantes en el humo, como el dióxido de nitrógeno que es a veces visible en algunas áreas urbanas con altos niveles de polución en el aire. Las nubes rojas, naranjas y rosadas ocurren casi siempre durante el alba y el atardecer como resultado de la dispersión de la luz del sol en la atmósfera, pues en tales momentos del día el ángulo entre el sol y el horizonte es menor al 10%, con lo que la luz del sol se torna muy roja debido a la refracción de todos los colores distinto a aquellos más rojizos.  Las nubes no se ponen de ese color, sino que reflejan los rayos largos y no dispersados de la luz solar, que son predominantes en esas horas. El efecto es muy parecido a si uno tuviera que enfocar una luz roja sobre una hoja blanca. En combinación con nubes de tormenta grandes y maduras, tal efecto puede producir nubes de color sanguíneo. Las nubes se ven más oscuras cerca del infrarrojo, pues el agua absorbe la radiación solar en esas longitudes de onda.

### Rayos crepusculares

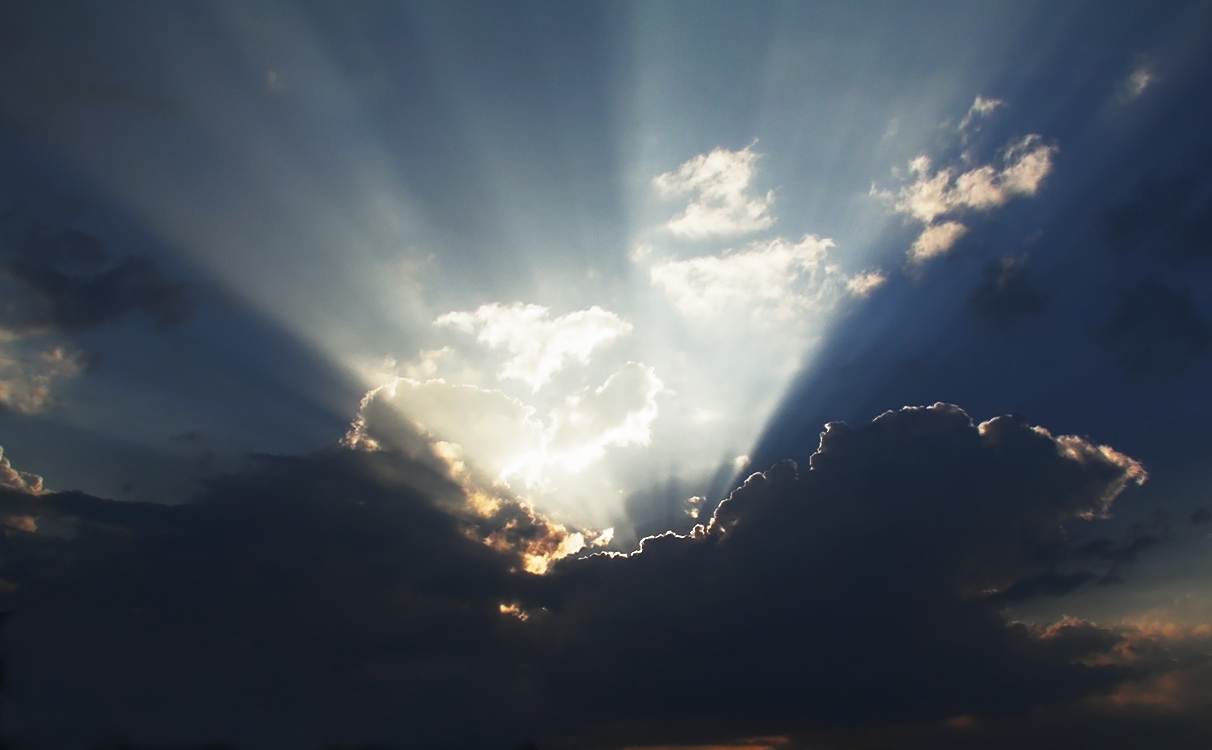
Rayos crepusculares.

Los rayos crepusculares son rayos de sol más o menos paralelos moviéndose a través de la atmósfera terrestre, pero que aparecen divergir a causa de la perspectiva ortogonal.  Suelen ocurrir cuando ciertos objetos, como cumbres de montañas o nubes parcialmente ensombrecen los rayos del sol. Varios compuestos del aire difuminan la luz solar y hacen visibles a estos rayos, debido a la difracción, reflexión, y dispersión. 
Los rayos crepusculares también pueden ser observados ocasionalmente debajo del agua, particularmente en áreas árticas, apareciendo desde las banquisas o grietas en el hielo. También pueden ser vistas en los días cuando los rayos de sol golpean las nubes en un ángulo perfecto que brillan sobre la zona.
Hay tres formas principales de rayos crepusculares:
- Rayos de luz que atraviesan agujeros en las nubes bajas (también llamada "Escalera de Jacob").
- Haces de luz que divergen desde detrás de una nube.
- Rayos pálidos, rosados o rojizos que irradian desde debajo del horizonte. A menudo se confunden con pilares ligeros.

Se ven comúnmente cerca del amanecer y el atardecer, cuando las nubes altas como los cumulonimbus y las montañas pueden ser más efectivas para crear estos rayos.

### Rayos anticrepusculares
Los rayos anticrepusculares, aunque en realidad son paralelos, a veces son visibles en el cielo en dirección opuesta al sol. Parecen converger nuevamente en el horizonte lejano.

### Airglow

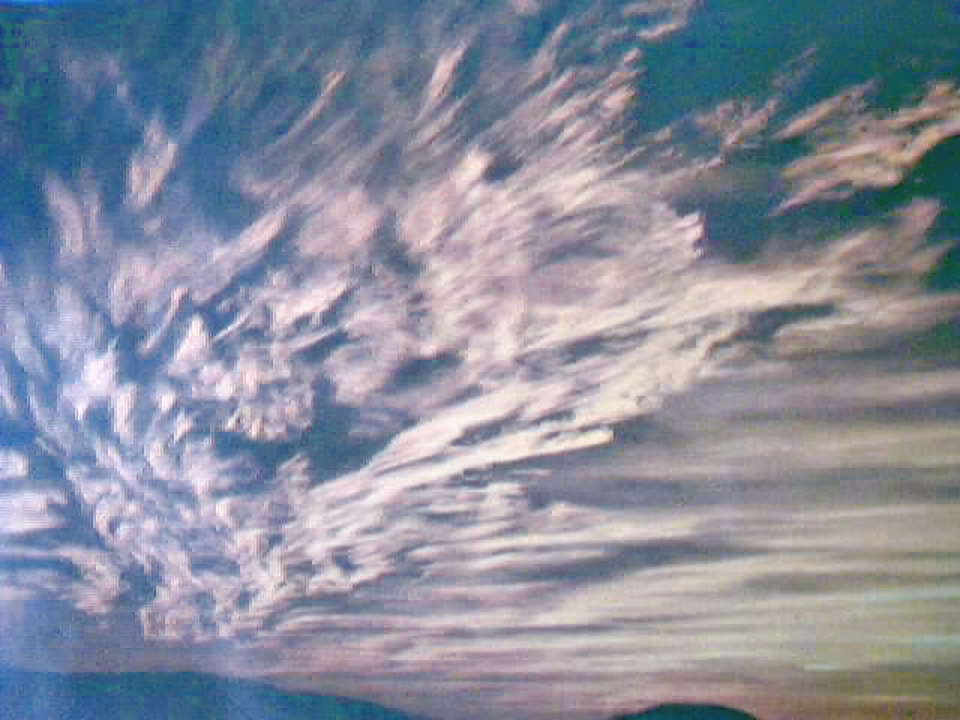
Tipo de luminiscencia diurna conocida como airglow.

El airglow es la emisión de luz por una atmósfera planetaria causada por la reestructuración de átomos en forma de moléculas que habían sido ionizadas por la luz solar durante el día, o por rayos cósmicos. En la Tierra, la fuente de emisión está situada cerca de la mesopausa, y está conformada por varias capas. Las principales son la capa del OH, a unos 85 km, y la de O2, situada a unos 95 km de altura, ambas con un grosor aproximado de unos 10 km. Sin embargo, el elemento más importante por su concentración que genera el fenómeno del airglow es el nitrógeno, tanto cuando combina con el hidrógeno como cuando se combina con el oxígeno; también se puede encontrar luminiscencia con iones de oxígeno (OI) y de sodio (NaI).

## Fotometeoros
Un fotometeoro, en el ámbito de la meteorología, es un meteoro que designa a un objeto o fenómeno óptico que se observa en la atmósfera  o superficie terrestre cuando la luz solar o lunar sufre reflexión, refracción, difracción, dispersión, polarización o interferencias determinadas por circunstancias particulares.

### Halo

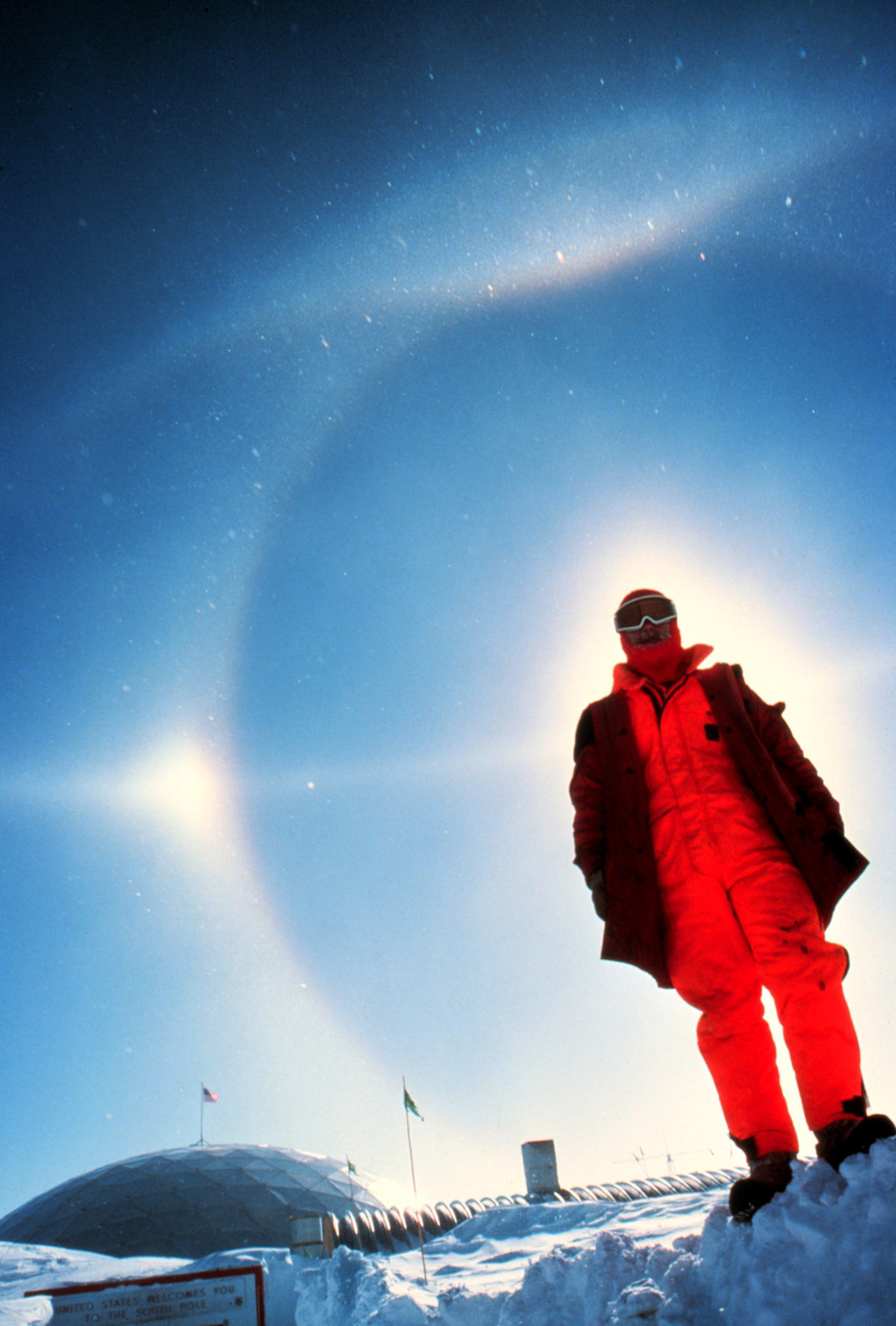
Hombre con un halo alrededor

Un halo es un fenómeno óptico provocado por cristales de hielo que crean arcos y puntos blancos o irisados en el cielo. Muchos se producen rodeando el campo visual del sol o de la luna, aunque pueden aparecer en cualquier lugar del cielo. También se pueden formar alrededor de luces artificiales habiendo una muy baja temperatura atmosférica, con cristales de hielo denominados prismas de hielo o "polvo de diamante" que parecieran flotar en el cielo cercano al observador.
Existen muchos tipos de halos de hielo. Estos son comúnmente producidos por los cristales de hielo de los cirros altos de la troposfera superior, a una altitud de 5 a 10 km.  La forma particular y orientación de los cristales son responsables por el tipo de halo observado. La luz es reflejada y refractada por los cristales de hielo y puede dividirse en distintos colores a causa de la dispersión refractiva. Los cristales se comportan como prismas y espejos, refractando y reflejando la luz del sol entre sus caras, enviando rayos de luz en determinadas direcciones. La separación angular preferida para los halos es de 22 y 46 grados desde los cristales de hielo que los originan.
Fenómenos atmosféricos como los halos han sido utilizados como parte de la predicción informal de las condiciones meteorológicas como indicadores de la presencia de un frente cálido y lluvia asociada.

### Parhelio

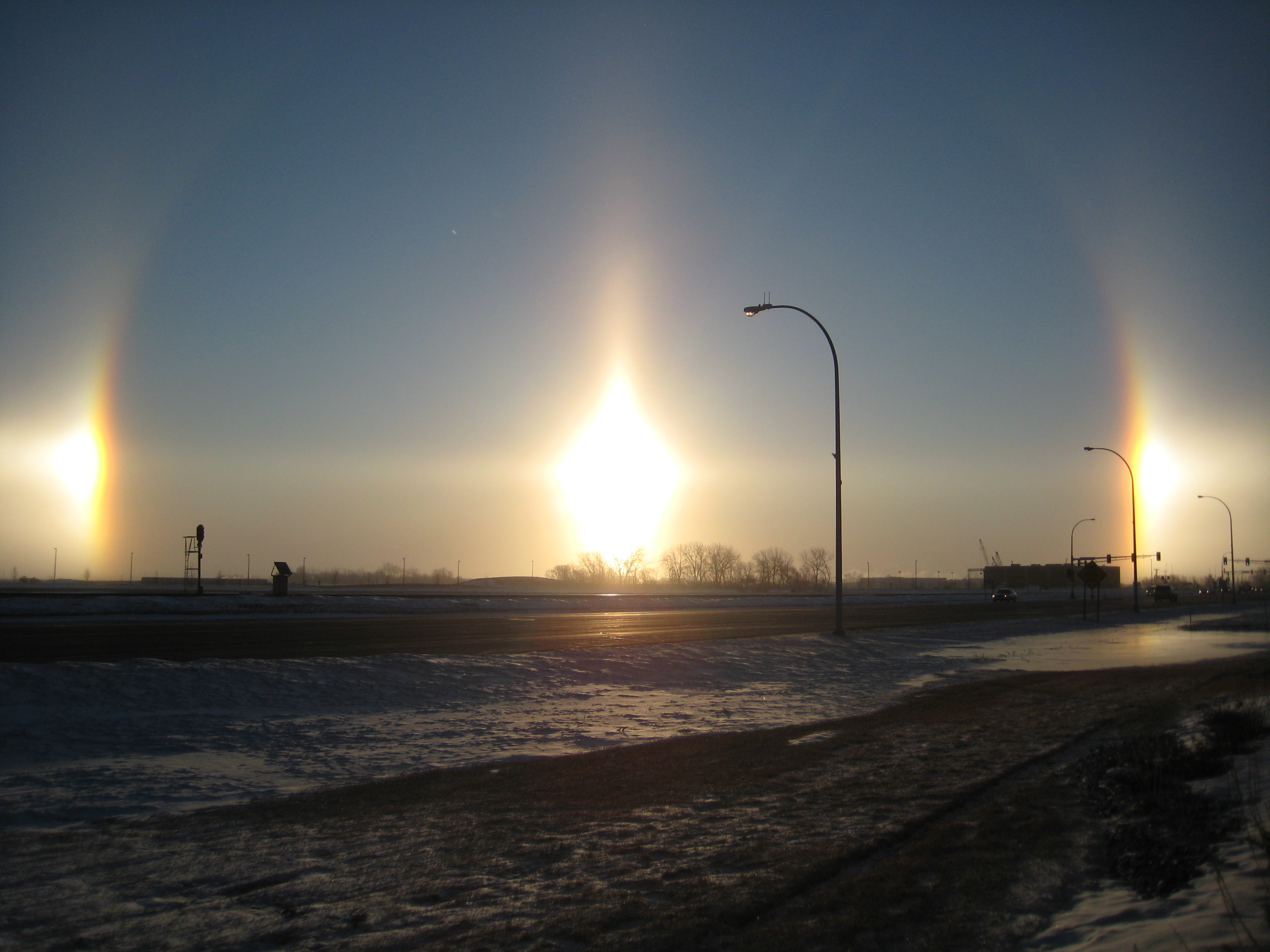
Parhelios muy brillantes en Fargo, Dakota del Norte. Nótese el halo en forma de arco que une los parhelios exteriores de la imagen.

Los parhelios están comúnmente hechos por cristales de hielo en forma de placa hexagonal en cirros altos y fríos o, durante condiciones de tiempo muy heladas, por prismas de hielo que se dividen en el aire en niveles bajos. Los científicos de la base McMurdo frecuentemente son testigos de parhelios en la Antártica. Estos cristales actúan como prismas, torciendo los rayos de luz que pasan a través de ellos con una deflexión mínima de 22°. Si los cristales se alinean verticalmente a medida que se hunden en el aire, la luz solar se refracta en posición horizontal, lo que hace visibles a los parhelios. Los parhelios pueden aparecer tanto como imágenes especulares del sol a cada lado de su ubicación actual, o como manchas brillantes de luz a lo largo de halos parciales horizontales a la ubicación del sol.
A medida que el sol se eleva más alto, los rayos que pasan a través de los cristales son cada vez más desiguales respecto al plano horizontal. Su ángulo de desviación aumenta y los parhelios se mueven más lejos del sol. Sin embargo, están siempre a la misma altura del sol. Los parhelios son rojos en el lado más cercano al sol. A mayor distancie, los colores varían a azul o violeta. Sin embargo, los colores se superponen considerablemente y por lo tanto se encuentran mudos, rara vez puros o saturados. Los colores de los parhelios finalmente se funden en la parte blanca del círculo parhélico (si este es visible). 
En teoría, es posible predecir cuáles serían las formas de los parhelios vistos en otros planetas y lunas. Marte puede tener parhelios formados por agua y CO2 en forma de hielo. En los planetas gaseosos — Júpiter, Saturno, Urano y Neptuno — otros cristales forman nubes de amoníaco, metano, y otras sustancias que pueden producir halos con cuatro o más parhelios.

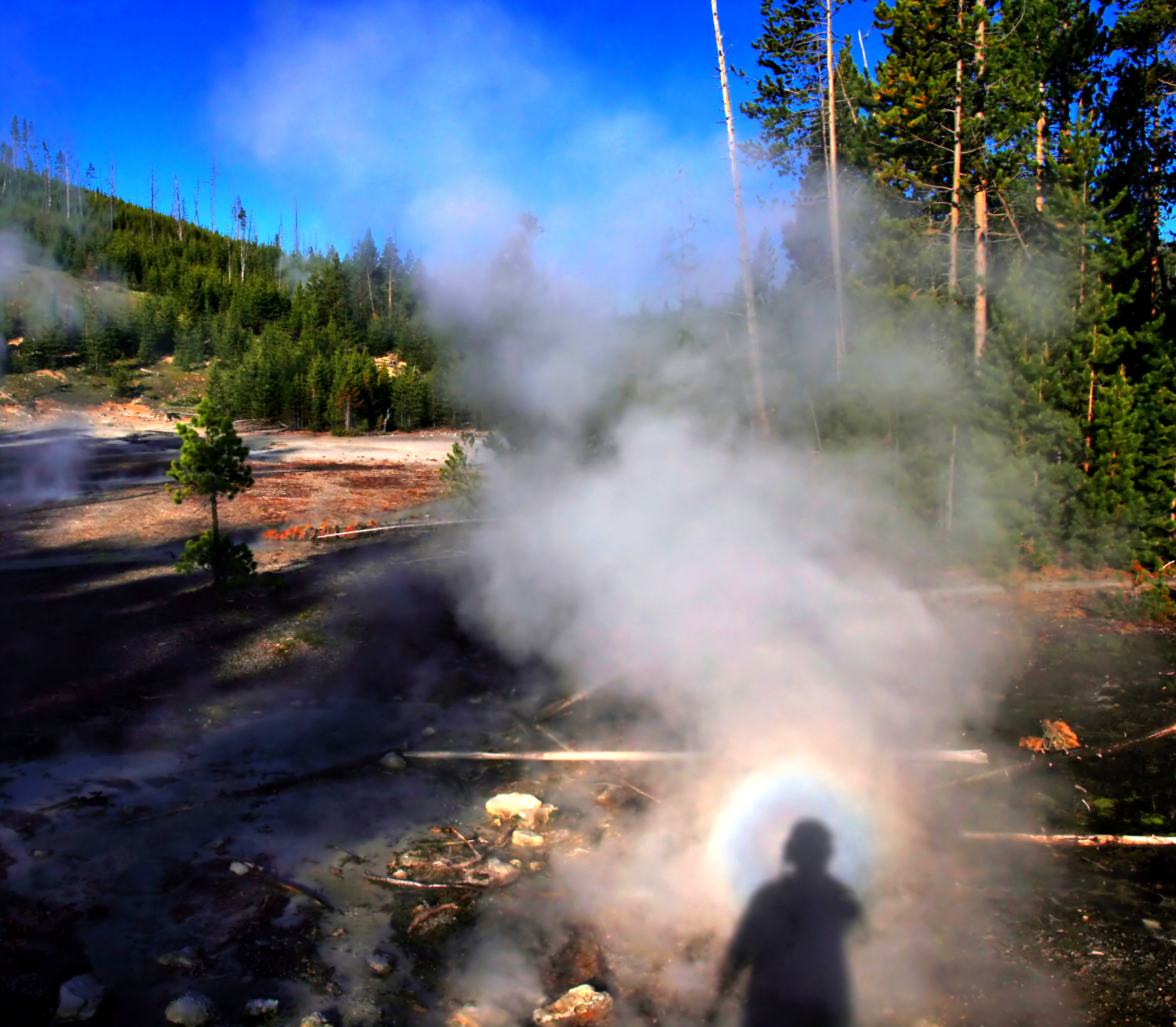
Gloria solar producida por el vapor de una fuente de aguas termales.

### Gloria
La gloria es un fenómeno óptico que involucra gotas de agua, similar a la aureola de un santo sobre la cabeza del observador, producida por la luz retrodifusa (combinación de difracción, reflexión y refracción) hacia su fuente por una nube de gotas de agua de tamaño uniforme. Una gloria tiene anillos de múltiples colores, más rojo en el anillo exterior y más azul/violeta en el anillo interior.
La distancia angular es mucho menor que un arcoíris, oscilando entre 5° y 20°, dependiendo del tamaño de las gotas. La gloria solo puede verse cuando el observador se encuentra directamente entre el Sol y la nube de gotitas de agua refractantes. Por lo tanto, se observa con frecuencia durante vuelos aeronáuticos, donde la gloria rodea la sombra del avión en las nubes (esto se conoce como gloria del piloto). Las glorias también pueden ser vistas desde las montañas y edificios altos, cuando hay nubes o niebla por debajo del nivel del observador, o en días de neblina baja. La gloria está relacionada con el fenómeno óptico anthelio.

### Arcoíris
Un arcoíris es un fenómeno óptico y meteorológico que causa un espectro de luz que aparece en el cielo cuando el sol brilla en las gotas de humedad presentes en la atmósfera terrestre. Toma la forma de un arco multicolor. Los arcos iris causados por la luz solar siempre aparecen en la sección de cielo directamente opuesto al Sol, pero se originan en no más de 42 grados sobre el horizonte para los observadores en la superficie. Para verlos a mayor ángulo, un observador tendría que estar en un avión o cerca de la cima de una montaña ya que de lo contrario el arcoíris estaría por debajo del horizonte. Cuanto más grandes sean las gotas que forman el arcoíris, más brillante será este. Los arcos iris son más comunes en las tardes de tormenta durante el verano, y pueden ser causados por múltiples formas de agua presentes en el aire, tales como lluvia, llovizna, niebla, neblina y rocío.

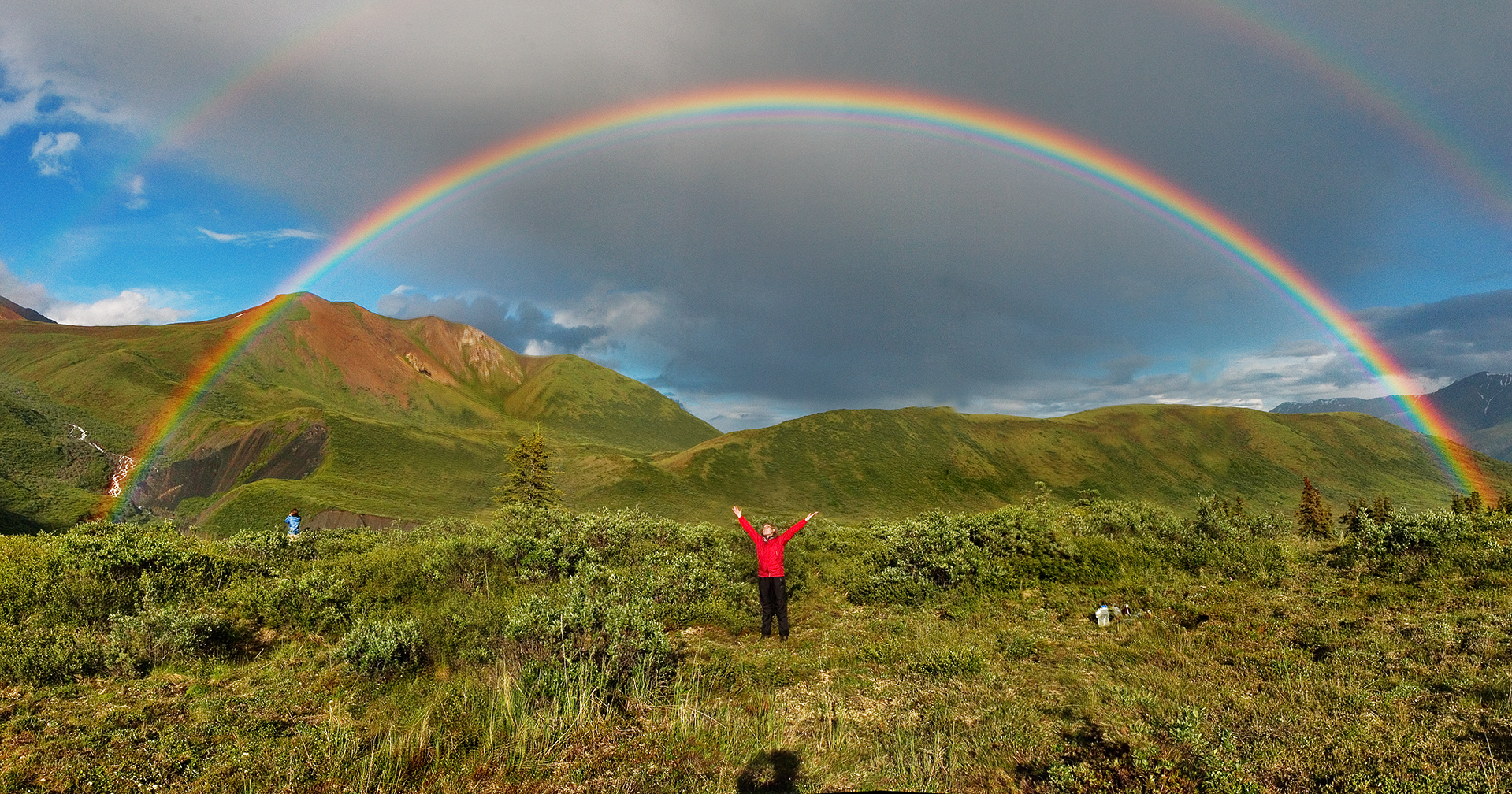
Arcoíris doble y arcoíris supernumerarios en el interior del arco primario. La sombra de la cabeza del fotógrafo marca el centro del círculo del arcoíris (punto antisolar).

Una sola reflexión sobre la parte posterior de un conjunto de gotas de lluvia produce un arcoíris con un tamaño angular en el cielo que va desde 40° a 42° con el color rojo en su exterior. Los arcos iris dobles son producidos por dos reflexiones internas con un tamaño angular de 50,5° a 54° con el color violeta en el exterior. Dentro del "arco iris primario" (el de más abajo, y, normalmente, el más brillante de los dos), el arcoíris muestra el color rojo en la parte más externa (o superior) del arco, y el color violeta en la sección interior. Este arcoíris es causado por la luz siendo reflejada en las gotas de agua. En un arcoíris doble, un segundo arco puede ser visto por sobre y por fuera del arco primario, y tiene el orden de sus colores invertido (el rojo se enfrenta hacia el otro arcoíris, en ambos). Este segundo arcoíris es causado por la luz que se refleja doblemente dentro de las gotas de agua. La zona entre ambos arcos iris, llamada Banda de Alejandro, es oscura, dado que, mientras que la luz debajo del arcoíris primario proviene de la reflexión en las gotas, y la luz encima del arcoíris superior (secundario) también, no existen mecanismos para que la región intermedia muestre ninguna luz reflejada de las gotas de agua.
Un arcoíris se extiende por un espectro continuo de colores; las bandas de distintos colores (incluyendo su número) son artefactos de la visión humana del color, y ningún tipo de bandas es perceptible visualmente en fotografías en blanco y negro (solo una gradación suave de intensidad que va a una máxima y luego se vuelve mínima al otro lado del arco). Para los colores visibles por el ojo humano, los más comúnmente citados son siete: rojo, naranjo, amarillo, verde, azul, índigo y violeta. Sin embargo, las personas con algún grado de ceguera cromática verán menos colores.

## Espejismos

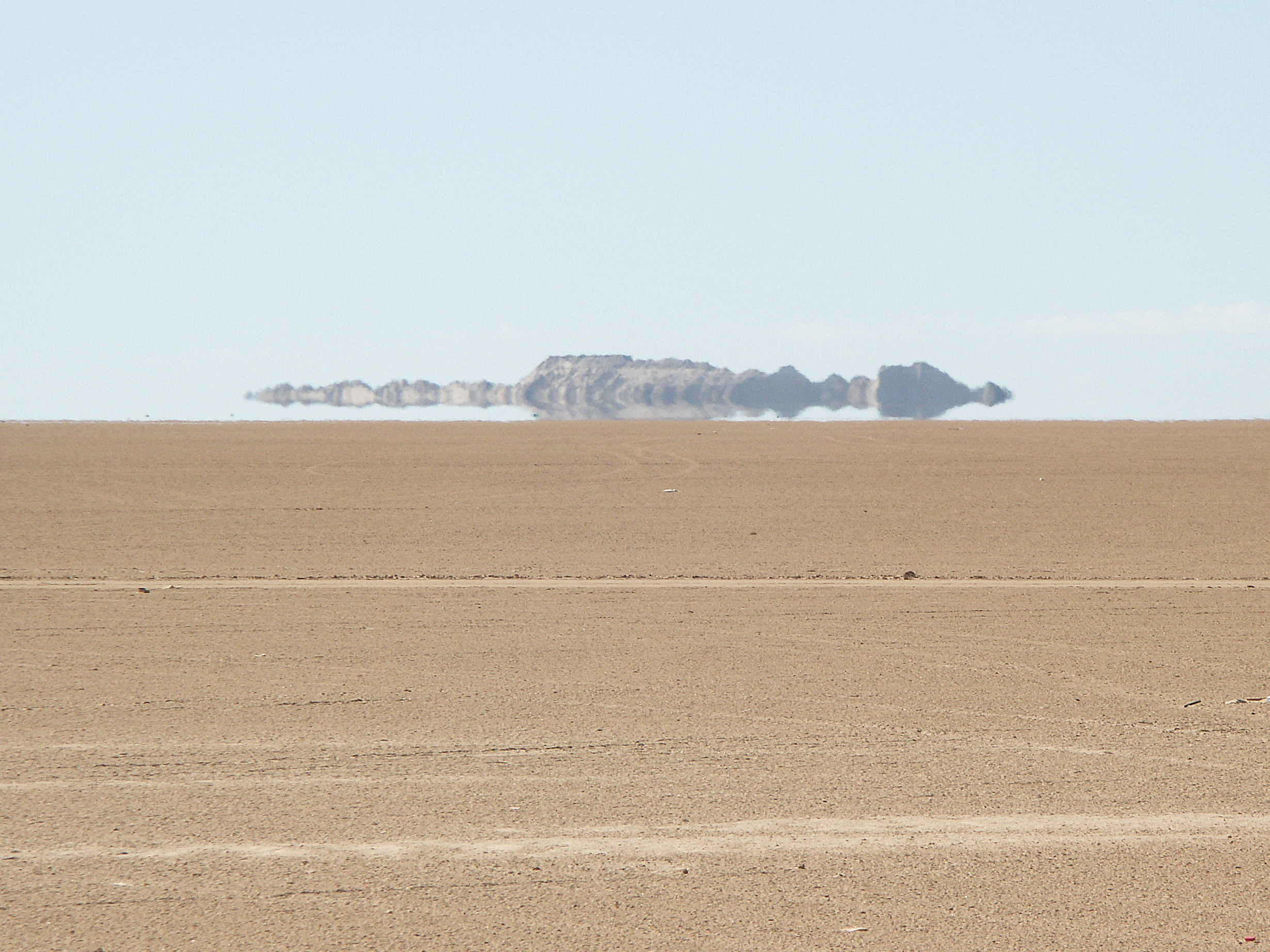
Espejismo en el desierto del Sahara.

Un espejismo es un fenómeno óptico que ocurre naturalmente cuando los rayos lumínicos se tuercen para producir imágenes desplazadas de objetos distantes, o en el cielo. En contraste a una alucinación, un espejismo es un fenómeno real que puede ser capturado por una cámara fotográfica o registrado en video, puesto que los rayos de luz se refractan para formar la falsa imagen en la ubicación donde se encuentra el observador. Lo que la imagen pareciese representar, sin embargo, está determinado por las facultades interpretativas de la mente humana. Por ejemplo, las imágenes inferiores que se perciben en la tierra muy fácilmente se confunden con reflexiones de algún pequeño cuerpo de agua.
Los espejismos pueden ser categorizados en "inferiores", "superiores" y "Fata Morgana", una especie de espejismo superior, que consiste en una serie de detalles inusuales de imágenes apiladas verticalmente, que conforman un espejismo muy cambiante.

### Fata Morgana

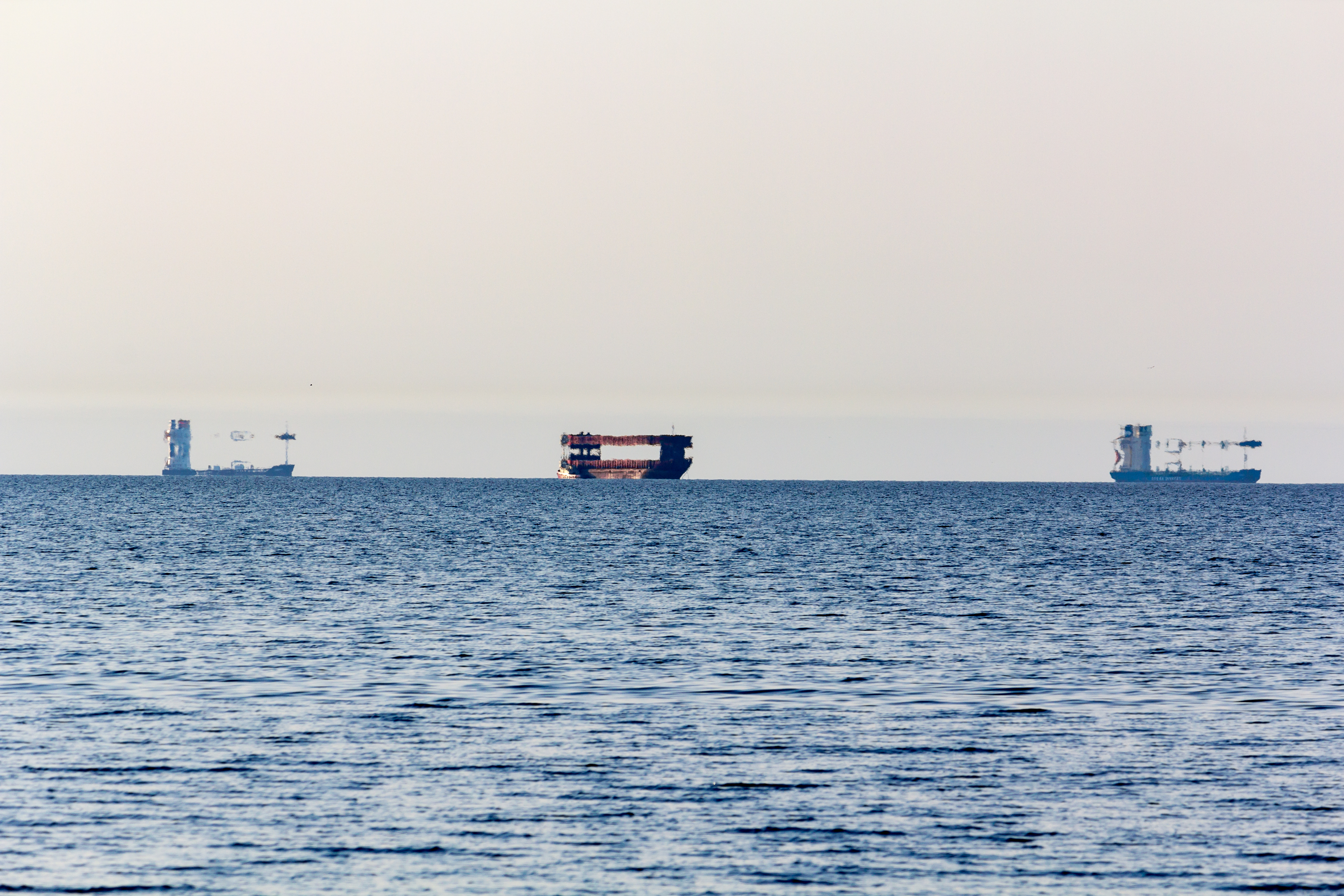
Fata Morgana distorsionando embarcaciones en el golfo de Riga

Una Fata Morgana es una inusual y muy compleja forma de espejismo superior, que es visible en una delgada banda justo sobre el horizonte. Estos espejismos distorsionan tremendamente el o los objetos sobre el cual se basan, con lo que estos aparecen de formas poco comunes e incluso pueden llegar a ser irreconocibles por el observador. Una Fata Morgana puede ser vista en tierra o en mar, en regiones polares o desiertos. Este tipo de espejismo puede involucrar a casi cualquier tipo de objeto distante, incluyendo embarcaciones, islas y líneas costeras.
La Fata Morgana no solo es compleja, sino también rápidamente cambiante. El espejismo se compone de varias imágenes invertidas y rectas que se apilan unas encima de otras, alternando zonas de imágenes comprimidas con otras más estiradas.
Este fenómeno óptico se debe a que los rayos de luz son fuertemente torcidos cuando pasan a través de las capas de aire a diferentes temperaturas en una elevada inversión térmica donde se ha formado un ducto atmosférico. En tiempo calmo, una capa de aire mucho más caliente puede descansar sobre el aire denso más frío, formando un ducto atmosférico que actúa como un lente refractor, produciendo una serie de imágenes invertidas y rectas. Una Fata Morgana requiere obligatoriamente de un ducto para hacerse presente; la inversión térmica por sí sola no basta para producir este tipo de espejismo. 

### Destellos verdes

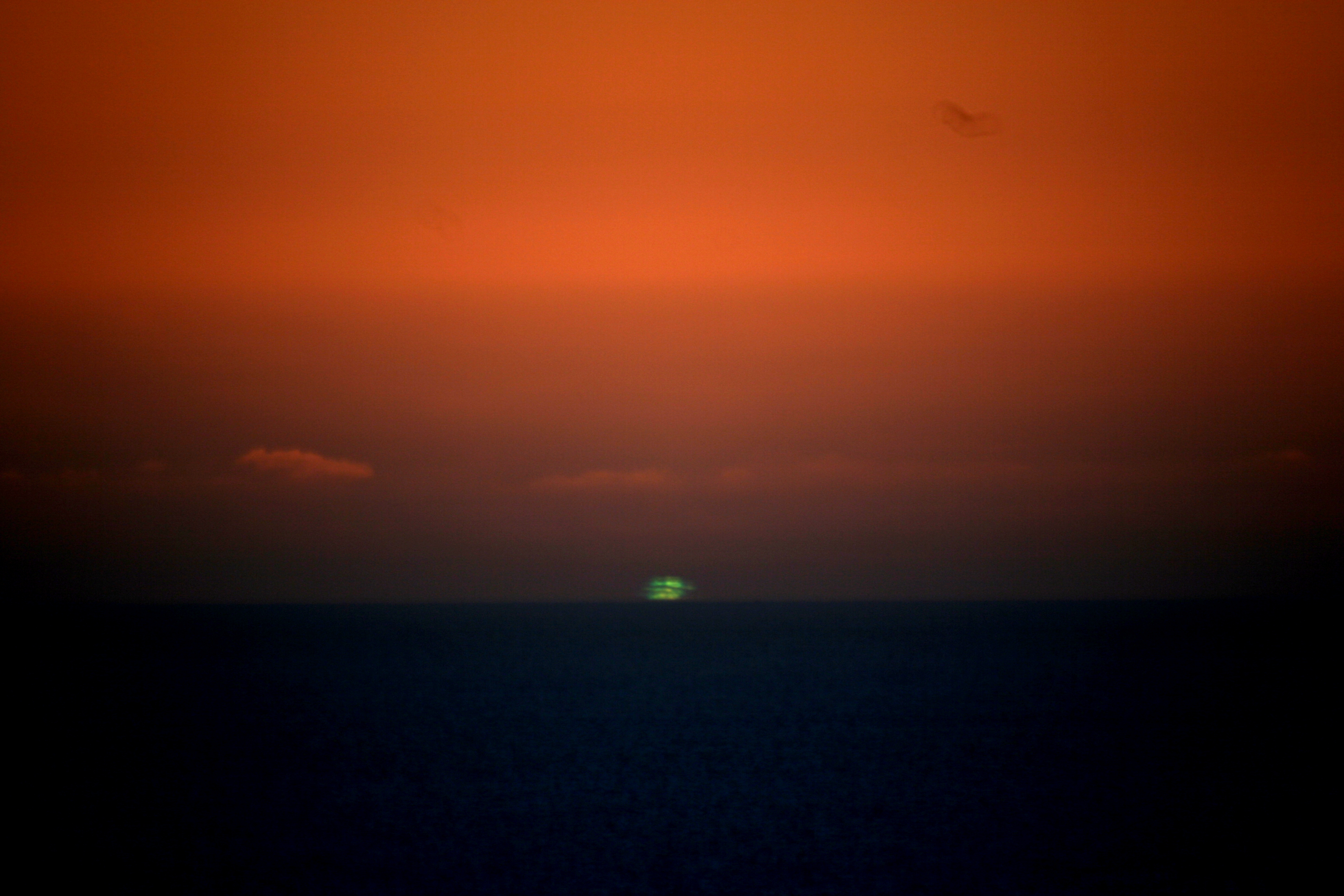
Destellos verdes visibles desde San Francisco

Los destellos y rayos verdes son fenómenos ópticos que se producen poco después del atardecer o antes del amanecer, cuando es visible un punto verde por encima del sol, por lo general por no más de dos segundos, o cuando un rayo verde se dispara desde el punto de puesta del sol. Los destellos verdes son en realidad un conjunto de fenómenos derivados de causas diferentes, y algunos son más comunes que otros. Los destellos verdes pueden observarse desde cualquier altitud (incluso desde un avión). Son generalmente perceptibles en horizontes sin obstrucciones visuales, como el mar, pero también son posibles de ver sobre las nubes y cumbres de montañas.
También se pueden observar destellos verdes de la Luna y planetas brillantes en el horizonte, como Venus y Júpiter.

### Efecto Nueva Zembla
El efecto Nueva Zembla es un espejismo polar causado por la alta refracción de luz solar entre termoclinas atmosféricas. El efecto Nueva Zembla da la impresión de que el sol está saliendo más temprano o poniéndose más tarde de lo que realmente debiese (astronómicamente hablando).  Dependiendo de la situación meteorológica, el efecto presenta el sol como una línea o un cuadrado (lo que se refiere a veces como el "sol rectangular"), compuesto por formas de relojes de arena aplanados. El espejismo requiere rayos de sol para tener una capa de inversión por cientos de kilómetros, y depende del gradiente térmico de temperatura de esta. La luz del sol debe doblar a la curvatura de la Tierra al menos 400 km para permitir un aumento de elevación de 5 grados de vista del disco solar.
La primera persona en registrar este fenómeno fue Gerrit de Veer, miembro de la tercera expedición de Willem Barents a la región ártica. El efecto tiene su nombre en honor a Nueva Zembla, el archipiélago donde de Veer observó por primera vez el fenómeno.

## Refracción atmosférica

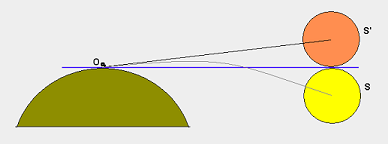
Diagrama que muestra el desplazamiento de la imagen del Sol al amanecer y al atardecer.

La refracción atmosférica influye en la posición aparente de los objetos astronómicos y terrestres, haciendo que parezcan más altos de lo que realmente son. Por esta razón, navegantes, astrónomos y topógrafos observan posiciones cuando estos efectos son mínimos. Los marineros sólo disparan a una estrella cuando está a 20° o más sobre el horizonte, los astrónomos intentan programar observaciones cuando un objeto está más alto en el cielo y los topógrafos intentan observar por la tarde cuando la refracción es mínima.